# Plectrocnemia simplicissima
Plectrocnemia simplicissima là một loài Trichoptera hóa thạch trong họ Polycentropodidae.